# Jesús Pacheco
Jesús Pacheco (Gualba, 1964) és un escriptor que ha fet nombroses obres entre les quals destaquen "Ficcionaris".

## Biografia[calcitació]
Es va llicenciar en filologia catalana i castellana a la Universitat Autònoma de Barcelona. Diploma CAP per l'Institut de Ciències de l'Educació de la UAB. Ha fet cursos de doctorat.
Ha estat jugador d'escacs de primera categoria, exfederat. Ha estat membre de diversos jurats literaris, director de cinefòrum, a la Biblioteca Frederica Montseny de Canovelles, de 2004 a 2009 ha portat les Tertúlies literàries de l'Ajuntament de Sant Celoni.

Actualment viu a Sant Celoni, és director i treballador d'una empresa de construcció de cases, rehabilitació d'habitatges i especialista en restauració de masies i de monuments. Aprofita les hores de feina manual per anar rumiant les seves obres, i quan li ve la inspiració anota les idees en una llibreta, que quan torna a casa converteix en literatura.

## Obres
Tots els àngels del món
Recull de 20 contes on en Xus expressa tot el seu talent literari amanint la seva imaginació i una tècnica acurada amb la cultura que s'obté dels grans autors universals. Entre llegendes i mitologia, pors i el món interior, (més espiritual o irreverent) els àngels apareixen i ho aclaparen tot.
Guanyador del XIII Premi de Narrativa Ribera d'Ebre 1995.
Anomeneu-lo amor
Recull de 27 contes imaginatius i punyents que treuen suc de les trifulgues de les relacions humanes vestides d'amor i nues de sexe. Trobar ingredients suggestius o inesperats explicats amb una fina ironia és l'especialitat de la casa, i en aquesta obra s'hi ha lluït.
Finalista del 1r Premi de Narrativa Bearn 1997.

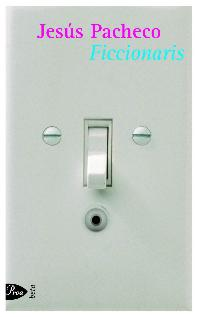
Ficcionaris
Consta de dues parts molt diferents. El joc més llarg són contes molt curts on l'autor ha portat al límit la capacitat de síntesi de les idees ocurrents i originals. Els ponts trencats enllaça amb els treballs anteriors i amb un món particular on els llibres hi tenen un paper molt destacat.
Finalista del 1r Premi de Narrativa de Sant Just Desvern 1999.